# Big Bad Wolves
Big Bad Wolves (hebreu: מי מפחד מהזאב הרע‎, Mi mefakhed mehaze'ev hara, lit: "Qui té por del lloc dolent") és una pel·lícula de terror-thriller de comèdia negra israeliana de 2013 escrita i dirigida per Aharon Keshales i Navot Papushado, produïda per Tami Leon i de Moshe i Leon Edry a través de la productora United King Films (סרטי יונייטד קינג). La pel·lícula se centra en la història de tres adults israelians que segresten un jove professor d'escola per torturar-lo i interrogar-lo sobre el cas d'assassinat i violació d'una jove al bosc. Ha estat doblada al català.
La pel·lícula va ser la selecció oficial del Festival de Cinema de Tribeca i es va estrenar al festival el 21 d'abril de 2013. La pel·lícula es va estrenar el 15 d'agost de 2013 a Israel i va rebre crítiques aclaparadorament positives a Israel, els Estats Units i altres països d'arreu del món i es va projectar en diversos altres festivals de cinema, principalment pel seu humor, guió, direcció i escenes de tortura, interpretació i originalitat. El cineasta Quentin Tarantino va elogiar la pel·lícula i la va qualificar de millor pel·lícula del 2013, amb els seus elogis al cartell de la pel·lícula als Estats Units.

## Argument
En algun lloc d'Israel, tres nens juguen a amagar-se al bosc. Una de les noies s'amaga a l'armari d'una casa abandonada, d'on és segrestada per un desconegut. Dror, un professor d'escola, és sospitós del crim i és detingut per la policia. És sotmès a tortura per un equip de policia dirigit per Micki per revelar la ubicació de la noia desapareguda. Tot aquest episodi està gravat al seu telèfon per un nen que està jugant als voltants i, posteriorment, el penja a YouTube.
Una persona sense nom condueix la policia a la ubicació del cos de la noia en un camp. Ha estat agredida sexualment i el seu cap està desaparegut. Segons la llei jueva, un jueu ha de ser enterrat tal com va néixer, amb tots els seus membres i òrgans. Posteriorment, Micki és acomiadat de la policia, però planeja segrestar Dror per extreure una confessió i així netejar el seu nom. El cas es lliura a un altre policia, Rami. El pare de la noia, Gidi, militar retirat, també sospita de la implicació de Dror i té previst segrestar-lo.
Dror és primer segrestat per Micki però més tard tots dos són segrestats per Gidi i portats a una casa abandonada al mig d'una zona envoltada de pobles àrabs. Aquí, tant en Micki com en Gidi torturen en Dror per torns, fins que aquest convenç a Micki que, després de tot, podria ser innocent. Gidi, un veterà endurit, no cau en el truc i aconsegueix desarmar i encadenar en Micki al seu soterrani. En escoltar la història inventada que podria estar malalt, el pare de Gidi ve a visitar-lo amb una mica de sopa calenta i accidentalment es troba amb els dos captius al soterrani. El pare de Gidi, un veterà de l'exèrcit, decideix ajudar el seu fill a localitzar el cap desaparegut de la seva néta.
En Micki, que té en el seu poder un clau rovellat, demana a Dror que menteixi sobre la ubicació del cap de la noia per donar-los temps per escapar. Aleshores en Gidi surt de casa per localitzar el cap desaparegut de la seva filla i la Micki també s'escapa i surt a buscar ajuda. Fa una trucada telefònica al departament de policia, on s'assabenta que la seva filla ha desaparegut. Aleshores li sorprèn que en Dror es referia a la seva filla en una conversa mentre no tenia manera de saber que la Micki tenia una filla. Gidi busca el cap de la seva filla a la ubicació descrita, però en no trobar res torna i comença a tallar el cap de Dror amb un xerrac. Micki també arriba a la casa i intenta demanar a Dror la ubicació de la seva filla, però Dror mor abans que pugui respondre.
A l'escena final, es mostra a Rami inspeccionant la casa de Dror per cap pista. No troba res i surt de casa. La filla de la Micki es mostra inconscient darrere d'una paret falsa.

## Repartiment
- Lior Ashkenazi com a Micki
- Tzahi Grad (צחי גראד) com a Gidi
- Rotem Keinan (רותם קינן) com a Dror, un professor d'escola
- Dov Glickman com a Yoram, el pare de Gidi
- Guy Adler com a Eli, un policia
- Dvir Benedek com a Tsvika, el comissari de policia
- Gur Bentwich (גור בנטביץ') com a Shauli, un policia
- Nati Kluger (נתי קלוגר) com Eti, un agent immobiliari
- Kais Nashef com a Home a cavall
- Menashe Noy (מנשה נוי) com a Rami, el cap de Miki
- Rivka Michaeli com a dona de Yoram

## Llançament
La pel·lícula es va estrenar a Israel el 15 d'agost de 2013 i s'estrena a altres sales en les dates que s'indiquen a continuació.
| Regió        | Data de llançament   | Festival o distribuïdor                     |
| ------------ | -------------------- | ------------------------------------------- |
| Estats Units | 21 d’abril de 2013   | Tribeca Film Festival                       |
| Estats Units | 4 de maig de 2013    | Stanley Film Festival                       |
| Canadà       | 26 de juliol 2013    | FanTasia                                    |
| Israel       | 15 d’agost de 2013   |                                             |
| UK           | 26 d’agost de 2013   | Film4 Frightfest                            |
| Alemanya     | 27 d’agost de 2013   | Fantasy Filmfest                            |
| Estats Units | 11 d’octubre 2013    | Festival Internacional de Cinema de Chicago |
| Espanya      | 20 d’octubre de 2013 | Festival de Sitges                          |

### Recepció crítica
La pel·lícula ha rebut majoritàriament crítiques positives. A l'agregador de ressenyes Rotten Tomatoes, la pel·lícula té una puntuació d'aprovació del 75% basada en 69 crítiques, amb una puntuació mitjana de 7,13/10. El consens dels crítics del lloc web diu: "Amb prou humor negre per alleugerir el tema inquietant, Big Bad Wolves és tan gratificant com desafiant". A Metacritic, la pel·lícula ha una mitjana ponderada de 64 sobre 100, basada en 24 crítics, que indica "crítiques generalment favorables".
Quentin Tarantino la va anomenar la millor pel·lícula del 2013.

### Reconeixements
- Festival de Cinema de Tribeca: Selecció Oficial
- Stanley Film Festival: Selecció Oficial
- Premis Saturn: Guanyador – Millor pel·lícula internacional
- XLVI Festival Internacional de Cinema Fantàstic de Catalunya: Guanyador Premi a la millor pel·lícula[10]

## Banda sonora
La música de Big Bad Wolves va ser escrita pel compositor nascut a Israel Frank Ilfman, que abans havia treballat juntament amb els directors a Rabies. La música es va gravar als Air Lyndhurst Studios el 23 de desembre de 2012 amb la London Metropolitan Orchestra dirigida per l'orquestrador Matthew Slater. La partitura ha estat publicada digitalment i en CD per MovieScore Media i Kronos Records.

## Remake
Un remake espanyol de Big Bad Wolves, titulat Lobo feroz, es va rodar a Cadis a principis del 2021. Va ser dirigit per Gustavo Hernández Ibañez, amb Juma Fodde i Conchi del Río adaptant el guió, i protagonitzada per Adriana Ugarte i Javier Gutiérrez. La pel·lícula es va estrenar a les sales d'Espanya per Filmax el 27 de gener de 2023.